# 松柏寺
松柏寺（しょうはくじ）は、中華人民共和国湖南省長沙県にある臨済宗系の寺院。

## 歴史
松柏寺は、北宋神宗の時（1067年—1085年）に創建された。円鑒はこの寺院に来て仏法を発揚した。民国時代は寺院が荒廃した。2002年、地元政府は寺院を修復する。

## 伽藍
- 山門
- 天王殿：弥勒菩薩、韋駄天、四天王
- 大雄宝殿（本堂）：釈迦、観音菩薩
- 鐘楼
- 鼓楼
- 蔵経閣
- 羅漢堂：五百羅漢
- 法堂
- 念仏堂

## 主な住僧
- 釈心林
- 釈照観

## 図録
- 天王殿。
- 鼓楼。
- 大雄宝殿（本堂）。
- 羅漢堂。